# Rue de la Commune (Montréal)
Pour les articles homonymes, voir Rue de la Commune.
La rue de la Commune est une rue du sud du Vieux-Montréal.
D'orientation nord-sud, puis est-ouest, c'est une rue très fréquentée par les montréalais et les touristes puisqu'elle y longe le musée de Musée Pointe-à-Callière ainsi que les aménagements du Vieux-Port de Montréal. De plus, le parcours sinueux de la rue actuelle rend bien compte du cours original du fleuve Saint-Laurent à cet endroit et les bâtiments serrés qui la bordent constituent un ensemble unique d'architecture commerciale.

## Origine du nom
Sur le premier plan de la ville tracé par Dollier de Casson, le mot Commune est inscrit sur la bande de terre longeant le fleuve Saint-Laurent.
En octobre 1651, le gouverneur de Montréal, Paul Chomedey de Maisonneuve, concède en effet à Jean de Saint-Père un espace où faire paître en commun les animaux. Cette "commune" est une bande de terre, large d'un arpent et longue de 40 arpents, sur le bord du fleuve. Son nom rappelle les débuts de la colonie.

## Historique
Sur cette rive, en effet, l'usage trace un sentier qui sert bien sûr de voie de communication mais aussi d'espace pour remorquer les bateaux et voiliers. Entre 1685 et 1689, on construit une palissade de bois pour protéger la ville des attaques des Iroquois. Plus tard, devant la menace anglaise, des fortifications de pierre sont érigées et complétées en 1744. Au sud de la ville, elles occupent la rue de la Commune actuelle. 
En 1801, le gouverneur du Bas-Canada nomme trois commissaires chargés de démolir les fortifications et d'aménager l'espace ainsi récupéré au pourtour de la ville. Les murs sont démolis entre 1804 et 1810 et on trace une rue au sud, le long du fleuve, qu'on appelle rue des Commissaires.
Le sentier devenu rue voit la construction de bâtiments sur son côté nord, face à la rive, comme les élévateurs à grain à partir de 1879. Le port s'échelonne tout au long de la rue. Les premiers quais de pierre sont construits en 1834, et se rendent jusqu’à la place Jacques-Cartier. Ils poursuivent ensuite leur développement vers l'est de façon continue.  
Le 22 juin 1970, la rue prend son nom actuel de « rue de la Commune ». Le réaménagement du port et sa transformation en parc public en 1992, ont redonné une vue au fleuve perdue depuis une centaine d'années.

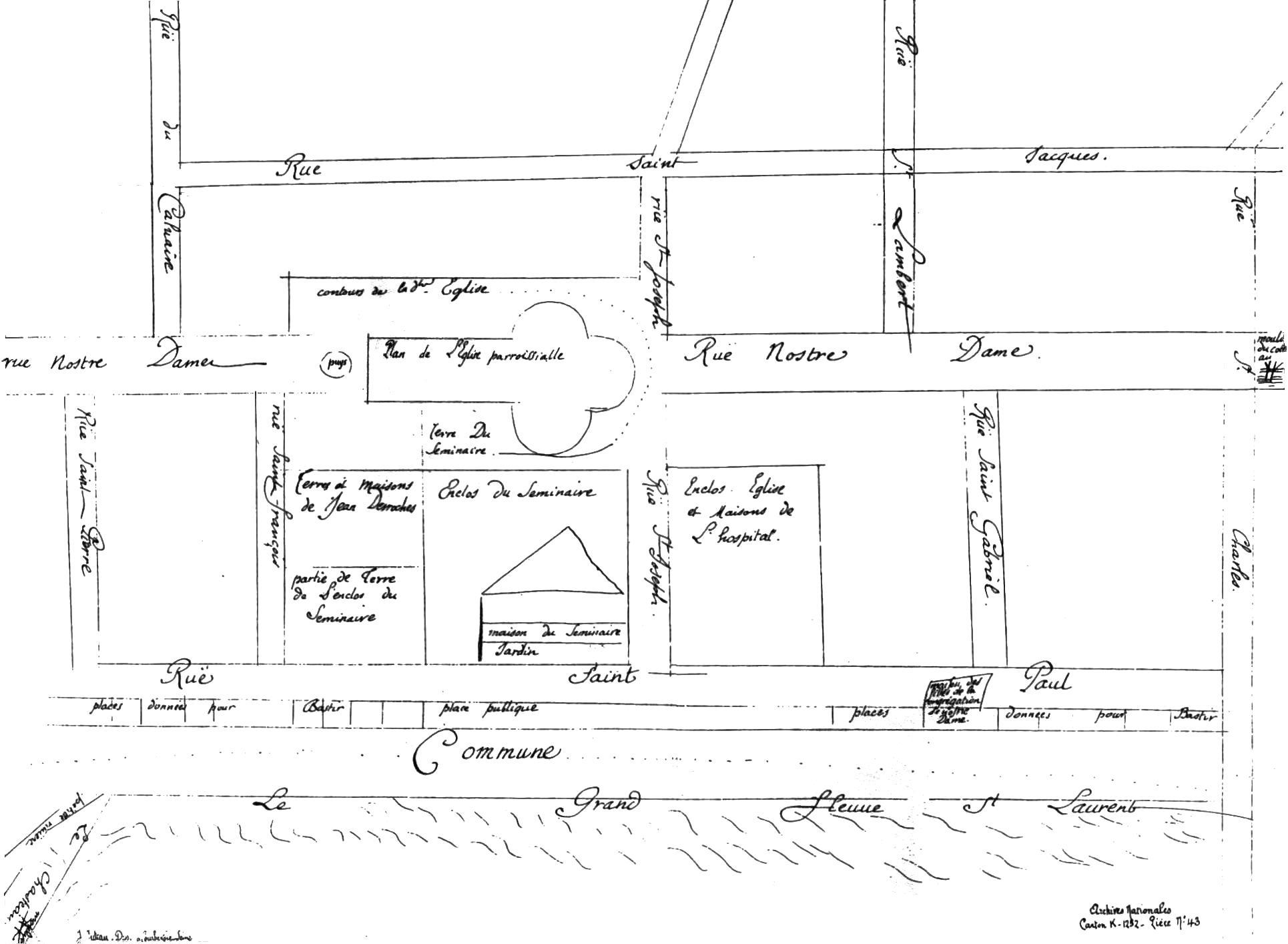
Plan des rues de Ville-Marie en 1672 par François Dollier de Casson
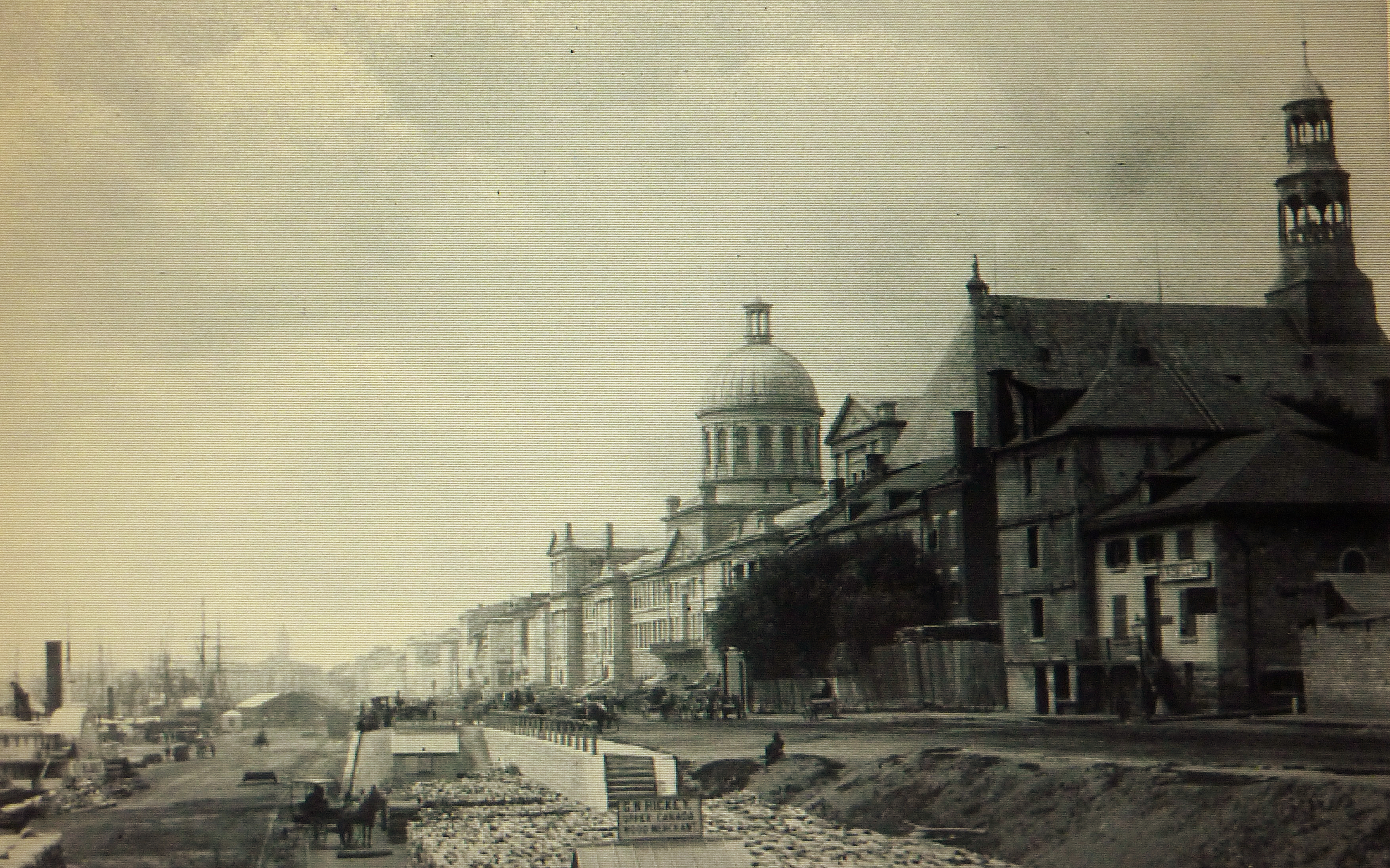
Rue de la Commune, depuis rue Berri, 1870
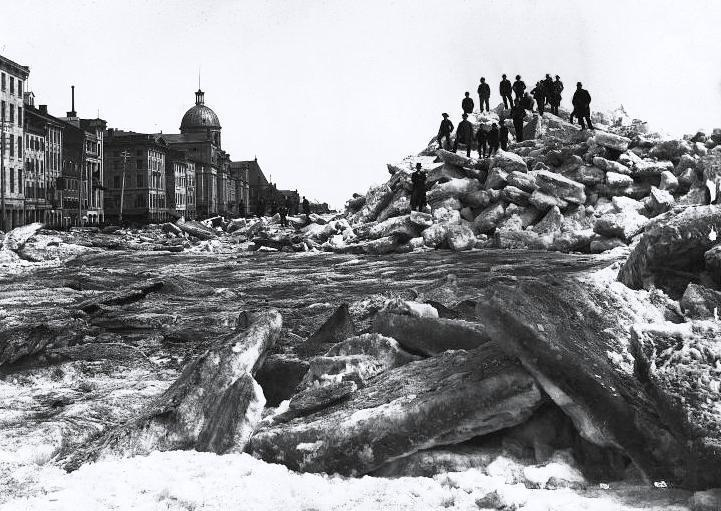
Débâcle, rue des Commissaires, vers 1884

## Sources
- Fiche : Rue de la Commune
- Ville de Montréal, Les rues de Montréal, Répertoire historique. Éditions du Méridien. 1995.

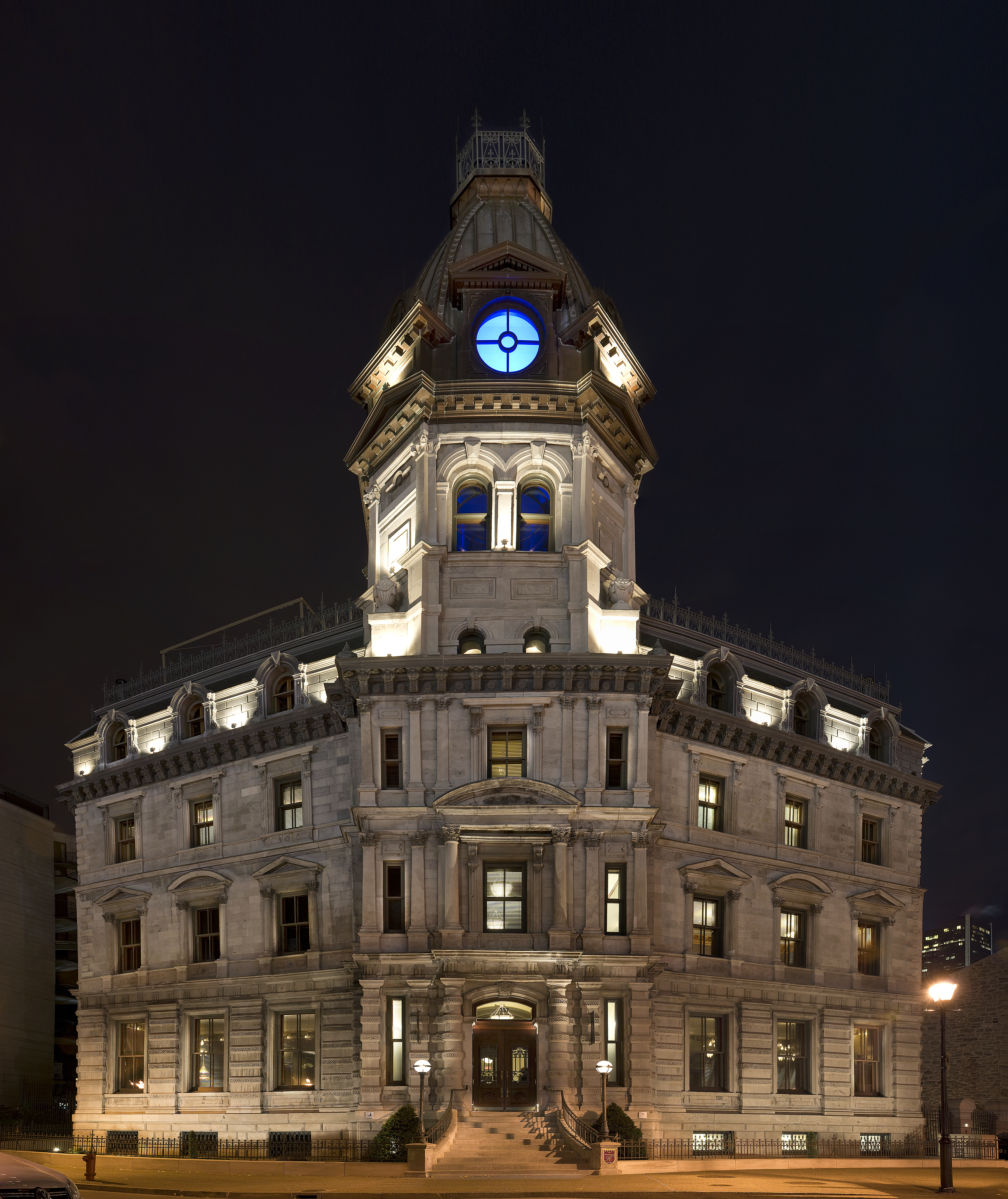
Édifice des Commissaires, 357 Ouest
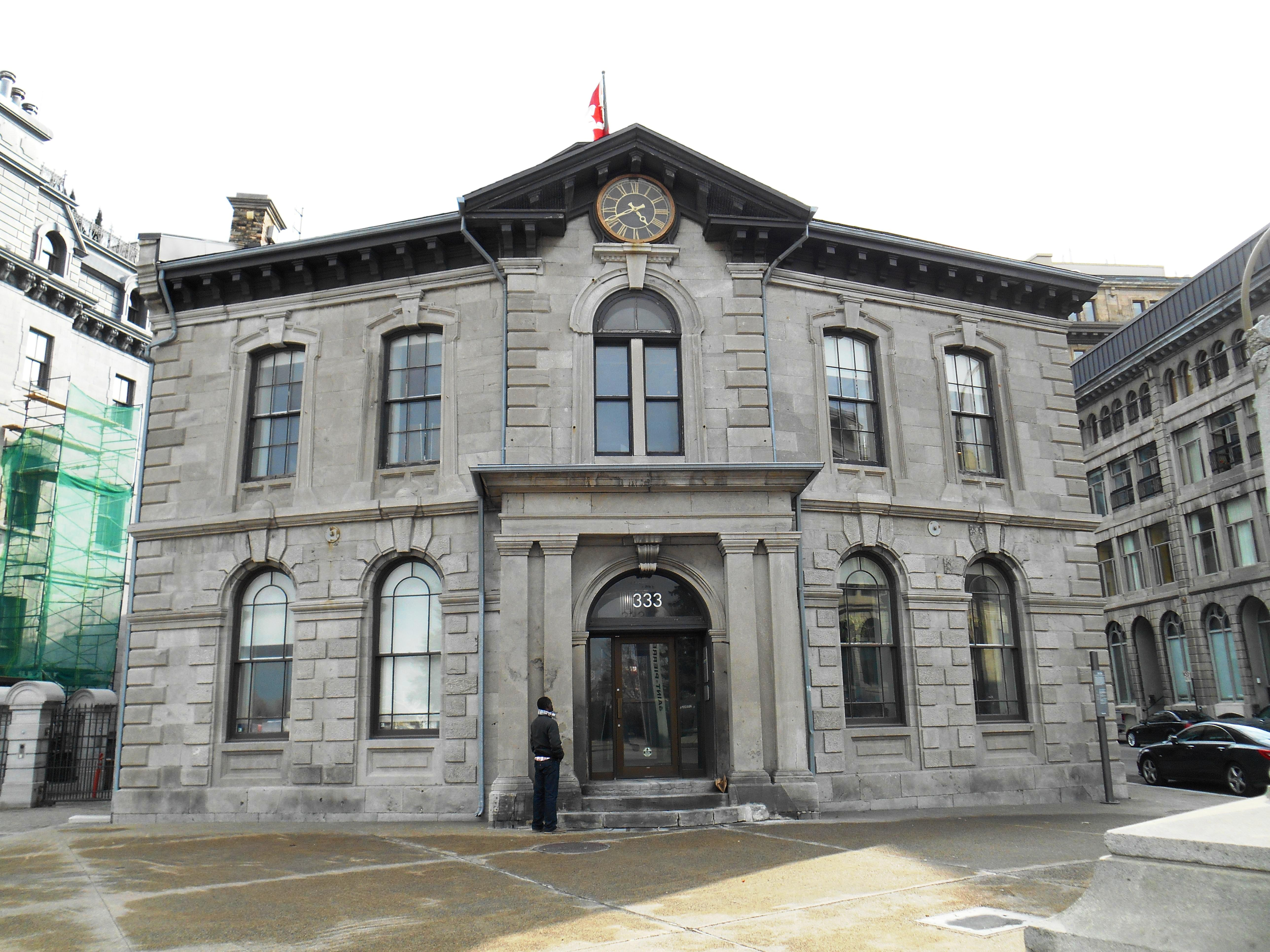
Édifice Allan, 333 Ouest
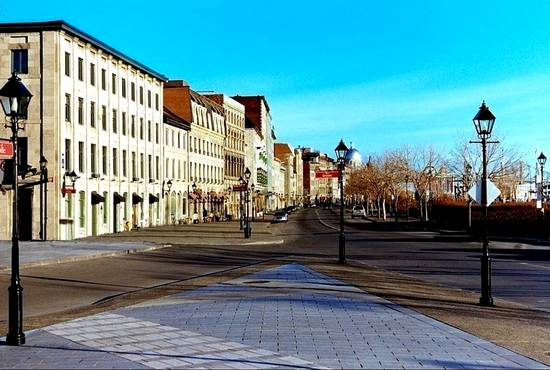
Rue de la Commune devant la Place Royale
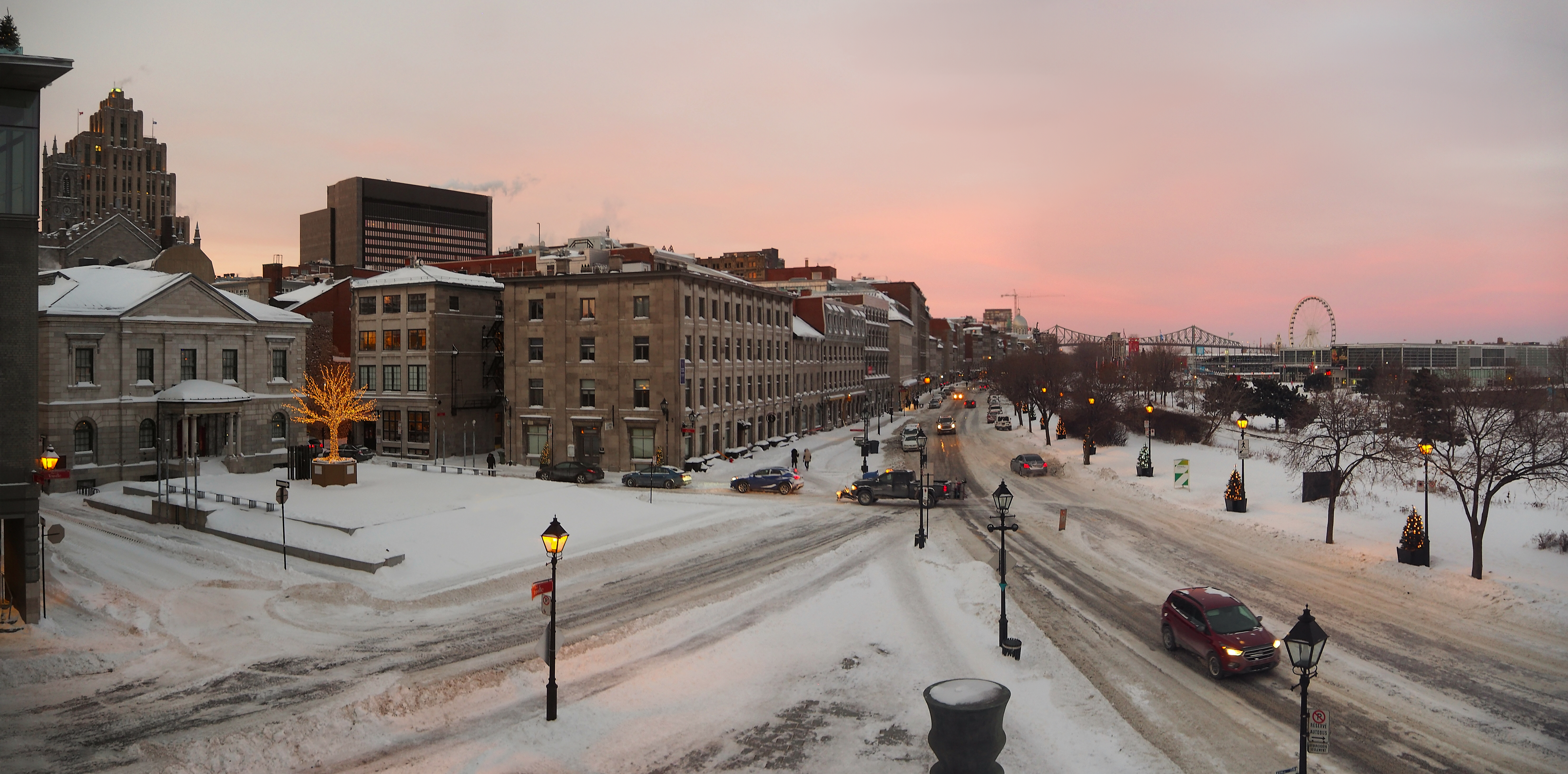
Rue de la Commune et Place d'Youville, vue du musée Pointe-à-Callière, 2018.